# Lingua tamil

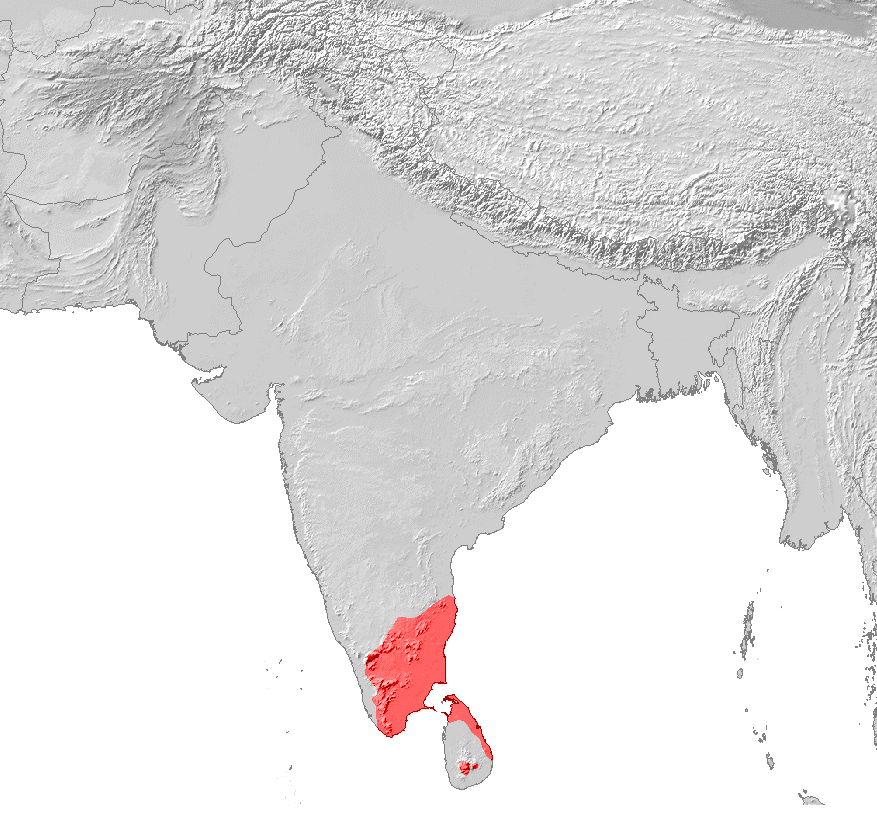
Estensione geografica dei parlanti tamil in India e Sri Lanka

La lingua tàmil o tàmul (anche tamìl o tamùl; endonimo: தமிழ், tamiḻ) è una lingua dravidica meridionale parlata in India, Sri Lanka, Singapore e altri territori che si affacciano sull'Oceano Indiano.
Al 2022 è parlata da 86,4 milioni di parlanti totali.

## Distribuzione geografica
Secondo Ethnologue il tamil è diffuso soprattutto in India, dove si trovano oltre 60 milioni di locutori, concentrati principalmente nello stato del Tamil Nadu e nelle zone limitrofe. La lingua è diffusa anche in Sri Lanka, dove è parlata da 4 milioni di persone. Comunità linguistiche più piccole si trovano in Malaysia, Mauritius, Riunione e Singapore. Il numero di parlanti è poi cresciuto: al 2022, conta 86,4 milioni di parlanti, in gran parte madrelingua (L1).

## Lingua ufficiale
La lingua tamil è una delle 22 lingue ufficialmente riconosciute dall'allegato VIII della Costituzione dell'India. È lingua ufficiale dello stato indiano del Tamil Nadu e del territorio di Pondicherry.
È una delle quattro lingue ufficiali di Singapore.
È lingua ufficiale e nazionale dello Sri Lanka, assieme al singalese.

## Storia
La prima opera nota è il Tolkāppiyam (in tamil: தொல்காப்பியம்), la più antica grammatica. La lingua malayālam (മലയാളം) è strettamente imparentata al tamil, essendosi le due distinte dal proto-tamil-malayālam a partire dall'VIII secolo d.C. circa.

## Grammatica
Il tamil è una lingua di tipo agglutinante di tipo Soggetto Oggetto Verbo (SOV). Le parole consistono in una radice unita a più affissi.
Solitamente, gli affissi sono suffissi, che possono essere di tipo derivazionale (che cambiano il significato di una parola) o inflessionale (che indicano la persona, il numero, il modo, il tempo, ecc.). Non c'è limite al numero di affissi, e ciò può portare alla formazione di lunghe parole, che corrispondono a più parole o una frase intera in italiano. Ad esempio, la parola pōkamudiyātavarkalukkāka significa "a favore di quelli che non possono andare", e consiste dei seguenti morfemi:
| pōka   |  |  | muṭi     |  |  | y                                     |  |  | āta                     |  |  | var                             |  |  | kaḷ     |  |  | ukku |  |  | āka |  |  |
| andare |  |  | compiere |  |  | puNarci (termine tamil per il sandhi) |  |  | negazione (impersonale) |  |  | nominalizzazione lui/lei che fa |  |  | plurale |  |  | a    |  |  | per |  |  |

Le parole formate con l'agglutinazione sono spesso difficili da tradurre. In un articolo di The Times si riporta che nel 2004 la parola tamil செல்லாதிருப்பவர் (sellaathiruppavar), che significa un certo tipo di assenza ingiustificata da scuola (inglese truancy), era all'ottavo posto in una classifica delle dieci parole più difficili da tradurre.

### Parti del discorso

#### Sostantivi
I sostantivi (e i pronomi) sono classificati in due super-classi (tiṇai)): i razionali (dei, umani) e gli irrazionali (animali, oggetti, concetti astratti).
I suffissi sono usati con una funzione analoga ai casi nominali. Utilizzando (forse impropriamente) la terminologia grammaticale del sanscrito e di altre lingue indoeuropee, alcune grammatiche tradizionali distinguono almeno 8 casi: nominativo, accusativo, dativo, comitativo, genitivo, strumentale, locativo e ablativo. Comunque, le grammatiche moderne considerano questa classificazione artificiale, perché ogni suffisso o combinazione di più suffissi è in pratica un caso nominale separato.
I sostantivi tamil possono anche avere uno dei seguenti quattro prefissi, i, a, u ed ee, che equivalgono ai dimostrativi della lingua italiana. Ad esempio, la parola vaḷi ("via") può divenire ivvaḷi ("questa via"), avvaḷi ("quella via"), uvvaḷi ("la via media") ed evvaḷi ("quale via").

#### Verbo
Così come per i sostantivi, i verbi tamil possono essere coniugati per mezzo dei suffissi. Una forma tipica del verbo tamil avrà un certo numero di suffissi, che indicano la persona, il numero, il modo, il tempo e la voce, come nell'esempio aḷintukkoṇṭiruntēn ("mi stavo distruggendo").
Il verbo ha tre tempi semplici (passato, presente, futuro), indicati da suffissi semplici, e una serie di perfetti, indicati da suffissi composti. Il modo è implicito in tamil, ed è segnalato dagli stessi suffissi che indicano il tempo verbale. Questi indicano se l'azione è irreale, possibile, potenziale o reale.

### Sintassi
Ad eccezione dei componimenti poetici, il soggetto precede sempre l'oggetto, e il verbo conclude la frase. Questo è l'ordine tipico delle lingue SOV (Soggetto-Oggetto-Verbo), sebbene proposizioni di tipo Oggetto Soggetto Verbo (OSV) non siano rare.
In tamil mancano i pronomi relativi, ma con l'uso dell'agglutinazione si riesce a comunicare lo stesso significato. Ad esempio, la frase "Chiama il ragazzo che ha imparato la lezione" sarà tradotta in tamil con "Quella-lezione-che-imparato-ragazzo chiama".

## Vocabolario
La lingua tamil (in tamil: தமிழ்) si caratterizza per una diglossia fra lingua colloquiale (koduntamil) e lingua formale (centamil).
La parola catamarano deriva dal tamil kattu-maram: kattu "legare" + maram "albero".

## Sistema di scrittura
L'alfabeto tamil (o più correttamente, il sistema di scrittura sillabico o abugida tamil) deriva dal sistema di scrittura Grantha (in sanscrito, ग्रन्थ) e ha 247 lettere.